# Amaral Ferrador
Amaral Ferrador egy község (município) Brazíliában, Rio Grande do Sul államban. 2022-ben népességét 5310 főre becsülték.

## Története
A település Manuel Bueno de Vargas és felesége, Desidéria Maria Prates birtokán alakult ki, akik Ituból származtak és királyi földadományként (sesmaria) kapták meg a területet. A birtokot a Camaquã folyó határolta, és a Ladrőes-patak torkolatától a Vargas-patak torkolatáig terjedt. 1816-ban létrehozták a São José do Patrocínio egyházközséget. A plébániatemplom építéséhez az akkor már özvegy Desidéria Maria Prates adományozott 1823-ban fél leuga földet.
Mielőtt Amaral Ferrador lett volna, a települést számos különböző néven illették a korabeli okmányokban, például Capela de São José do Camaquã, Freguesia de São José do Patrocínio, Vila de São José do Patrocínio, vagy Abolição. Egyes idősebb lakosok még a 21. században is Capelaként ismerik a helyet. Az Amaral Ferrador nevet José do Amaral Ferrador tábornok tiszteletére kapta, aki harcolt a farroupilha-felkelésben, a La Plata-i háborúban, és a paraguayi háborúban, ma pedig a város szívében alussza hősi álmát.
1897-ben Encruzilhada do Sul kerületévé nyilvánították São José do Patrocínio néven. 1949-ben vette fel mai nevét. 1988-ban kivált Encruzilhada do Sulból, és 1989-ben önálló községgé szerveződött.

## Leírása
Székhelye Amaral Ferrador, további kerületei nincsenek. A községközpont az állami fővárostól légvonalban 140 kilométerre, Camaquãtól (a legközelebbi nagyobb várostól) 42 kilométerre fekszik, 27 méteres tengerszint feletti magasságon. Nedves szubtrópusi éghajlat jellemzi. Pampavidék, a növényzetet szántóföldek és fűvel borított dombok (coxilhas) alkotják. Agrárközség, fő terménye a dohány. Ipara nincs. A község országútjai (beleértve a községközponton áthaladó országutat) még a 21. század elején sincsenek leaszfaltozva. Az emberi fejlettségi szint az egyik legalacsonyabb az államban.